# Юнглинг, Конрад
Конрад Андерс Юнглинг (англ. Konrad Anders Juengling; 1987, Сейлем, Орегон, США) — американский активист по защите прав ЛГБТ и писатель.

## Биография
Конрад Юнглинг родился в Сейлеме, штат Орегон, США. Он вырос как последователь Церкви Иисуса Христа Святых последних дней. Семья Юнглинга была охарактеризована как «очень увлеченная искусством». Он является потомком президента Соединенных Штатов — Авраама Линкольна, через прадеда Линкольна — Джона Линкольна.
Юнглинг учился в Средней школе Северного Сейлема. В студенческие годы писал для студенческой газеты «The Clarion». После поступления в университет штата Орегон в Портленде Юнглинг начал писать для их газеты «Vanguard». Его первая статья называлась «Конец линии» (англ. Ender of the Line). Юнглинг окончил Университет Портленда со степенью бакалавра психологии. Ранее он работал специалистом по психическому здоровью, а затем поступил в аспирантуру университета штата Айдахо в Бойсе, где получил степень магистра в области социальной деятельности.

## Активизм

### Неполитический активизм
Юнглинг выступал за повышение грамотности среди населения и основал книжный клуб квир-мужчин в Портленде в 2013 году в рамках проекта Cascade AIDS Project. Также в 2013 году, Юнглинг выступал против людей, смотрящих фильм «Игра Эндера», цитируя взгляды Орсона Скотта Карда на гомосексуальность и поощряя людей практиковать квир-этический консьюмеризм. Написанные им статьи и общая позиция «помогли поднять авторитет GeeksOUT после их кампании Skip Ender’s Game». Затем Юнглинг присоединился к команде GeeksOUT, написав для их сайта публикации, связанные с квир-людьми.
Снова ссылаясь на квир-этический консьюмеризм, Юнглинг занял позицию, согласно которой люди не должны делать пожертвования Армии спасения (англ. The Salvation Army) из-за их политики в отношении гомосексуалов.

### Политические убеждения

#### Представители Государственной палаты Индианы
В марте 2015 года Индиана приняла Закон о восстановлении свободы вероисповедания. В ответ Юнглинг приобрел доменные имена шести республиканских представителей Палаты представителей штата Индиана и связал их со страницей молодёжной статистики Кампании за права человека. Он заявил, что информация на сайте будет информировать законодателей о населении, которое «уже находится в неблагоприятном положении и имеет меньше доступа к семье, поддержке сообщества и здравоохранению». Приобретенные им доменные имена принадлежали представителям Дейлу Девону, Дону Лехе, Донне Шейбли, Дугласу Гутвейну, Кэти Крег Ричардсон и Мартину Карбо.
Говоря о покупке доменных имен, писатель Брайан Андерсон назвал Джунглинга вымогателем. Он сказал, что «держит [доменные имена] в заложниках, пока они не подчинятся его воле». Критика исходила также от ЛГБТ-сообщества, включая PinkNews. В статье Ника Даффи он заявил: «Мы не можем мириться с таким мелочным ходом».
Газета Huffington Post наградила Юнглинга своей наградой «Юникорн недели» (англ. Unicorn of the Week) за его усилия в борьбе с законопроектом Индианы по RFRA, за «положительные деяния для ЛГБТ-сообщества» и за его «технически подкованный квир-активизм».

#### Президентские выборы 2016 года
На президентских выборах в США в 2016 году Юнглинг поддерживал Хиллари Клинтон, выдвинутую от Демократической партии. Он сделал комментарии, почему он против кампании Теда Круза.
В декабре 2015 года Юнглинг опубликовал «Азбуку Джеба» (англ. Jeb's ABCs), детскую сатирическую книгу о кандидате в президенты Джебе Буше.

#### Губернаторские выборы в Айдахо 2018 года
На выборах губернатора в Айдахо в 2018 году Юнглинг поддержал демократа Полетт Джордан, сославшись на позицию Иордании в отношении прав ЛГБТ, равенства брака и прав женщин на аборт. В Национальном меморандуме одобрение Юнглинга было названо «серьезным одобрением ЛГБТК». В интервью Gay Star News Юнглинг заявил, что он не согласен с Джорданом в отношении прав на оружие, заявив, что он «твердо придерживается политики контроля над огнестрельным оружием. Я думаю, что у американцев есть нездоровое увлечение и одержимость огнестрельным оружием».

#### Президентские выборы 2020 года
В октябре 2018 года Юнглинг заявил, что хотел бы, чтобы Джо Байден, Камала Харрис или Кори Букер выдвинули свои кандидатуры на пост президента. В мае 2019 года он официально поддержал Харриса и заявил, что билет Харриса-Пита Буттигига будет его «идеалом». Он раскритиковал Талси Габбард, сославшись на историю Габбард о правах ЛГБТ.

### Книги
- Юнглинг, Конрад Jeb’s ABCs (2015)

### Статьи
- Just a Phase, Daily Vanguard (2013)

### Автор
- PQ Monthly (2013—2015)
- Geeks OUT (2014—2016)
- OutBoise Magazine (2015—2016)

## Личная жизнь
Юнглинг замужем за Робертом Юнглингом. Они поженились в государственном парке Силвер-Фолс в Орегоне в августе 2016 года.